# In My Mind (canción de Antiloop)
«In My Mind» es una canción del dúo sueco de música dance electrónica Antiloop. Fue lanzada el 31 de marzo de 1997 por Stockholm Records y Fluid Records en Suecia, y por Polydor Records para el resto de Europa, como sencillo principal de su álbum debut de estudio, LP (1997). Es el sencillo de mayor éxito del dúo, alcanzando el número cuatro en Noruega y vendiendo más de 200 000 copias en Francia.
Ganó el premio Swedish Dance Music Awards al "Mejor sencillo dance" en febrero de 1998.
Así mismo, formó parte del listado de canciones incluidas en el videojuego FIFA Football 2003, publicado por EA Sports.

## Composición
La intro ambiental del principio está tomada de Hold That Sucker Down (Builds Like a Skyscraper) (1994) de The O.T. Quartet, de nombre real Rollo Armstrong, famoso por ser uno de los miembros fundadores del grupo de música electrónica Faithless.
El texto "In My Mind", que es también el único texto de la canción, está tomado de "Warehouse (Days of Glory)" (1989) de New Deep Societys.

## Vídeo musical
El vídeo es en blanco y negro, excepto las partes que son azules. Una chica camina por las calles de Estocolmo con gafas de sol y auriculares. El propio dúo hace un cameo a través de sus gafas de sol, con una en cada lente.

## Posición en listas
| Listas (2001)                           | Posición más alta |
| --------------------------------------- | ----------------- |
| Bélgica (Ultratop 50 Singles - Flandes) | 34                |
| Dinamarca (GfK IFPI)                    | 15                |
| Europa (European Hot 100 Singles)       | 51                |
| Finlandia (Suomen virallinen lista)     | 9                 |
| Francia (SNEP)                          | 13                |
| Noruega (VG-lista)                      | 4                 |
| Países Bajos (Nederlandse Top 40)       | 14                |
| Países Bajos (Dutch Single Top 100)     | 23                |
| Reino Unido (UK Singles Chart)          | 87                |
| Suecia (Sverigetopplistan)              | 6                 |